# Coryphaeschna ingens
Espèce
Statut de conservation UICN

 LC  : Préoccupation mineure
Coryphaeschna ingens fait partie de la famille des Aeshnidae appartenant au sous-ordre des anisoptères dans l'ordre des odonates.

## Description
Cette libellule néotropicale est relativement large et son abdomen mesure entre 86-90 mm de long. Le thorax du mâle est vert avec une bande brune. Son abdomen est noir avec de légers motifs verts sur chaque segment. Les yeux du mâle sont verts tandis que chez la femelle mature, ils seront bleus. La femelle a une coloration identique au mâle.

## Répartition
Coryphaeschna ingens vit dans le sud-est des États-Unis, au Mexique, aux Bahamas et à Cuba,.

## Habitat
Cette espèce se retrouve dans les étangs et lacs forestiers.